# Maximiliano Maciel
Maximiliano Maciel (Gualeguaychú, Entre Ríos, el 21 de septiembre de 1983) es un baloncestista profesional y entrenador argentino. La mayor parte de su carrera como jugador la desarrolló en Quilmes de Mar del Plata, desempeñándose en la posición de alero.

## Carrera
Formado en el Neptunia de su ciudad natal, fue reclutado por Boca Juniors a sus 16 años. Su debut como profesional en la Liga Nacional de Básquet se produciría el 29 de octubre de 2000 en un enfrentamiento entre el equipo porteño y los pampeanos de Pico Football Club. 
La temporada siguiente la disputó en el Torneo Nacional de Ascenso, segunda división del baloncesto profesional argentino, defendiendo los colores de Quilmes Athletic Club. Retornó luego a Boca Juniors, donde sólo jugó 13 partidos.
En 2003 pasó a Ferro Carril Oeste por un año, entrando ahora si en la rotación del equipo. Recaló después en el Deportivo Madryn, club patagónico con el que jugaría tres temporadas; allí pudo demostrar que era un jugador lo suficientemente capacitado como para ser protagonista en la LNB. Asimismo, durante un receso de la LNB, integró el seleccionado de Entre Ríos que se consagró campeón del Campeonato Argentino de Básquet 2005. 
En 2007 fichó con Quilmes de Mar del Plata, arreglando un contrato por dos años. La temporada 2009-10 la disputó en las filas de Regatas Corrientes y la siguiente junto al club Gimnasia Indalo de la ciudad de Comodoro Rivadavia.
En 2011 se incorporó a San Martín de Corrientes, donde perdió la titularidad que venía manteniendo desde su segunda temporada con los de Puerto Madryn. A raíz de ello al año siguiente aceptaría jugar nuevamente en el TNA, iniciando así lo que sería su segundo ciclo en Quilmes de Mar del Plata. Fueron cuatro temporadas en las que Maciel siempre estuvo presente para sumar con el equipo. En la quinta temporada, sin embargo, una lesión en el pie lo obligó a perderse muchos partidos. Se mantuvo inactivo durante el último semestre de 2016, regresando al básquet competitivo en marzo de 2017, cuando nuevamente fichó para Quilmes como sustituto de un lesionado Diego Cavaco.
Jugó con la institución marplatense hasta mediados de 2021, fecha en la que se unió a Alvarado para disputar los torneos de la Asociación Marplatense de Básquetbol y la Liga Provincial de Clubes de la Federación Provincial de Básquet de Buenos Aires.
A principios de 2022 se incorporó al cuerpo técnico de Quilmes de Mar del Plata. Sin en embargo en julio de ese año volvió a la actividad como jugador al incorporarse al club Kimberley, con la propuesta de jugar tanto la fase local como la regional de La Liga Federal.

### Clubes
| Temporada | Club                     | País      | Liga  |
| 2000-01   | Boca Juniors             | Argentina | LNB   |
| 2001-02   | Quilmes Athletic Club    | Argentina | TNA   |
| 2002-03   | Boca Juniors             | Argentina | LNB   |
| 2003-04   | Ferro                    | Argentina | LNB   |
| 2004-05   | Conarpresa               | Argentina | LNB   |
| 2005-06   | Deportivo Madryn         | Argentina | LNB   |
| 2006-07   | Deportivo Madryn         | Argentina | LNB   |
| 2007-08   | Quilmes de Mar del Plata | Argentina | LNB   |
| 2008-09   | Quilmes de Mar del Plata | Argentina | LNB   |
| 2009-10   | Regatas Corrientes       | Argentina | LNB   |
| 2010-11   | Gimnasia Indalo          | Argentina | LNB   |
| 2011-12   | San Martín de Corrientes | Argentina | LNB   |
| 2012-13   | Quilmes de Mar del Plata | Argentina | TNA   |
| 2013-14   | Quilmes de Mar del Plata | Argentina | LNB   |
| 2014-15   | Quilmes de Mar del Plata | Argentina | LNB   |
| 2015-16   | Quilmes de Mar del Plata | Argentina | LNB   |
| 2016-17   | Quilmes de Mar del Plata | Argentina | LNB   |
| 2017-18   | Quilmes de Mar del Plata | Argentina | LNB   |
| 2018-19   | Quilmes de Mar del Plata | Argentina | LNB   |
| 2019-20   | Quilmes de Mar del Plata | Argentina | LA    |
| 2021      | Quilmes de Mar del Plata | Argentina | LA    |
| 2021      | Alvarado                 | Argentina | LPCBA |
| 2022-2023 | Kimberley                | Argentina | LFB   |
| 2023-2024 | Kimberley                | Argentina | LFB   |
| 2024-2025 | Kimberley                | Argentina | LFB   |

## Selección nacional
Maciel participó junto al seleccionado juvenil de baloncesto de Argentina en el Campeonato Sudamericano de Baloncesto de Cadetes de 1998 en Guanare (Venezuela) y de 1999 en Ancud (Chile), coronándose campeón en la segunda ocasión. 

## Palmarés

### Campeonato nacionales
| Título         | Club         | País      | Año  |
| -------------- | ------------ | --------- | ---- |
| Copa Argentina | Boca Juniors | Argentina | 2002 |

### Consideraciones personales
- Juego de las Estrellas de la LNB: 2009.[8]